# S/S Pohjola

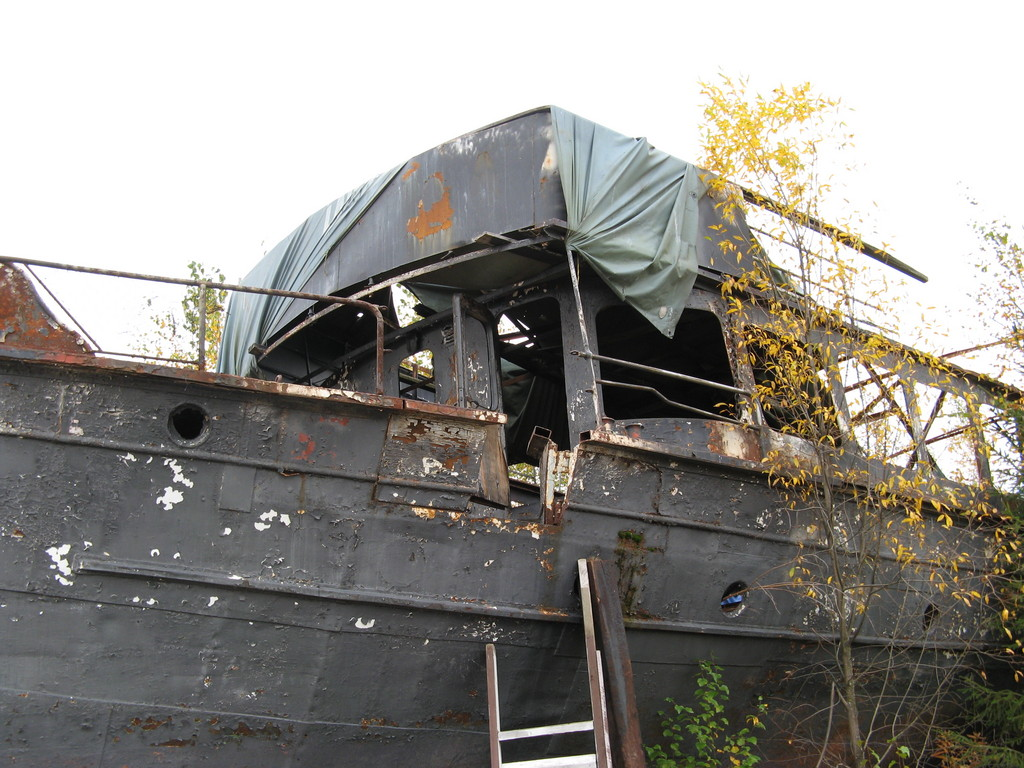
S/S Pohjola 2007

S/S Pohjola är ett finländskt ångfartyg, som byggdes av Sommers, af Hällström & Waldens i Tammerfors 1905
S/S Pohjolai har trafikerat Näsijärvi fram till 1975. Hon är sedan flera år upplagd på land i avvaktan på möjlig renovering.